# Claude Lemaître
Pour le Secrétaire d'État de la Quatrième République, voir Claude Lemaitre-Basset.
Pour les autres personnes ayant le même patronyme, voir Lemaître.
Élise Marie Chigot, dite Claude Lemaître, née  à Saintes le 4 janvier 1872 et morte à Paris 17e le 23 septembre 1935 à l'âge de 63 ans, est un écrivain de langue française, auteur de romans sentimentaux.

## Œuvres
- Marsile Gerbault

- Cadet Oui-oui, 1911
- Jeux de dames, 1913
- L'amour nouveau riche, 1919
- L’ingénue avertie, 1923
- Avec le sourire, 1927
- Un peu, beaucoup, éperdument, 1929
- Le miracle d'amour, 1930
- Le Choix de son cœur, coll. « Le Livre de Poche Tallandier », n° 413, 1935
- Le Cant
- L’Aubaine